# Lega Serie A
La Ligue Nationale Professionnelle Série A (italien : Lega Nazionale Professionisti Serie A), communément appelée Lega Serie A est l'organisme qui gère les compétitions de football les plus importantes d'Italie. Elle est créée en 2010 à la suite de la scission de la Lega Calcio en Lega Serie A et Lega Serie B.

## Historique et missions
Depuis sa création en 1946, la Lega Calcio est l'organisme qui gère les deux premiers échelons hiérarchiques ainsi que les compétitions Primavera. La Lega Serie A est créée le 1er juillet 2010 et reprend à son compte l'ensemble de l'organisation des compétitions affectées à la Lega Calcio : Serie A, Coupe d'Italie, Supercoupe d'Italie, Championnat Primavera (- de 19 ans), la Coupe d'Italie Primavera (- de 19 ans) et la Supercoupe Primavera (- de 19 ans). Seule l'organisation de la Serie B lui est enlevée et revient à la Lega Serie B.

## Organigramme
L'organisme est présidé par Lorenzo Casini et comprend un bureau du comité, des administrateurs, des conseillers fédéraux, une direction générale et un conseil des commissaires aux comptes.

## Sources
- (it) Cet article est partiellement ou en totalité issu de l’article de Wikipédia en italien intitulé « Lega Nazionale Professionisti Serie A » (voir la liste des auteurs).